# Zamarada clio
Zamarada clio là một loài bướm đêm trong họ Geometridae.